# Elecciones generales de Surinam de 2010
Las elecciones parlamentarias de Surinam de 2010 se realizaron el 25 de mayo. Se eligieron los 51 miembros de las Asamblea Nacional de Surinam. La coalición opositora, De Mega Combinatie, que incluye al Partido Nacional Democrático del expresidente Dési Bouterse, se hizo con la mayoría de los escaños, pero no consiguió la mayoría de dos tercios en la Asamblea, necesaria para elegir al Presidente de Surinam sin formar alianzas con otras fuerzas políticas. La segunda vuelta que corresponde a la elección de los diputados en la asamblea debía realizarse en julio de este mismo año. Si la Asamblea no lograba designar a un presidente, la decisión sería tomada por una Asamblea Popular, compuesta por 868 miembros de consejos regionales. Observadores de la OEA no reportaron irregularidades en los comicios.
Los candidatos a escoger fueron el oficialista Chan Santokhi del partido Verde NSP, quien también era apoyado por el DA 91 y el Partido de la Reforma Progresista, Desi Bouterse del partido Nacional Democrático igualmente apoyado por Mega Combinación y Ronnie Brunswijk del partido Alianza Popular para el progreso.
Aunque Bouterse no expresó claramente su deseo de volver a la presidencia hasta después de las elecciones, el presidente saliente, Ronald Venetiaan, declaró que su partido no trabajará con el Partido Nacional Democrático mientras el exdictador mantenga el control. El gobierno neerlandés respetó los resultados electorales, pero declaró que no olvidaría el hecho de que Bouterse enfrentaba una sentencia de once años en los Países Bajos por narcotráfico, y que en aquel momento enfrentaba un juicio por el asesinato de 15 opositores políticos en diciembre de 1982.
El 3 de junio, la "Mega Combinación" formó una coalición con la Alianza Popular del exguerrillero Ronnie Brunswijk, sin embargo, a pesar de esta alianza, Bouterse siguió sin conseguir la mayoría necesaria para ser electo presidente. Brunswijk había liderado en 1986 un comando de guerrillas contra la dictadura de Bouterse.
Aunque parecía que la mayoría simple de Bouterse no le iba a ser suficiente para ser electo presidente, a último momento la A-Combinación se separó de la coalición del Nuevo Frente y decidió apoyar la Mega Combinación, otorgándole los escaños necesarios a Bouterse para poder ser electo.

## Resultados
| Coalición | Coalición                                         | Votos   | Porcentaje | Diputados |
| --------- | ------------------------------------------------- | ------- | ---------- | --------- |
|           | Partido Nacional Democrático                      | 95 543  | 40,22      | 23        |
|           | Nuevo Frente para la Democracia y Desarrollo      | 75 190  | 31,65      | 14        |
|           | Alianza Popular para el Progreso                  | 30 840  | 12,98      | 6         |
|           | Partido por la Democracia, Desarrollo y Unidad    | 12 085  | 5,09       | 1         |
|           | Partido Básico para la Renovación                 | 12 043  | 5,07       |           |
|           | A-Combinación                                     | 11 176  | 4,70       | 7         |
|           | Unión Democrática de Surinam                      | 284     | 0,12       |           |
|           | Prosperidad Permanente de la República de Surinam | 261     | 0,11       |           |
|           | Unión Nacional                                    | 149     | 0,06       |           |
| Total     | Total                                             | 237 575 | 100        | 51        |